# Гершвилер, Ханс
Ханс Гершвилер (нем. Hans Gerschwiler, также Гершвиллер; 21 июня 1920 — 27 сентября 2017) — швейцарский фигурист, серебряный призёр зимних Олимпийских игр 1948 года.
На чемпионате Европы 1939 года, первых своих международных соревнованиях, Гершвилер занял пятое место. Затем из-за Второй мировой войны турниры перестали проводиться вплоть до 1947 года. Когда началась война, Ханс Гершвилер жил в Англии со своим дядей и тренером Жаком Гершвилером. Дядя отправился назад в Швейцарию, а Ханс остался в Великобритании. В военные годы работа отнимала всё его время, поэтому он мог упражняться в фигурном катании лишь раз в неделю.

## Спортивная карьера
После войны Ханс Гершвилер сразу стал одним из лидеров мирового фигурного катания. Он победил на чемпионате Европы и мира 1947 года. Первый послевоенный чемпионат мира состоялся в Стокгольме. Характерной особенностью его стало участие атлетически хорошо подготовленной группы молодых фигуристов из США, на которых не оказала отрицательного влияния война. Среди них был и знаменитый в будущем фигурист Дик Баттон.
Абсалямова И. В. пишет:

Соревнование между Гершвиллером и Баттоном можно было назвать «классической конфронтацией» и открытым раундом современной эры: обязательных фигур и Европы против произвольного катания и Америки. Ганс победил только лишь за счет обязательных фигур, набрав 35 баллов, и голоса судей, отдавших в сумме ему 1-е место, распределились как три к двум. Победу же в произвольном катании одержал Дик Баттон. Все судьи отдали ему предпочтение, но этого оказалось недостаточно для победы. Результат в мужском одиночном катании оказался настолько спорным, что Ульрих Сальков (Швеция), десятикратный чемпион и бывший президент Международного союза конькобежцев, наградил Баттона одним из своих мировых Кубков, как бы компенсируя такое несправедливое решение судей на этом чемпионате.
В данном случае речь идет не о 35 баллах, набранных за 12 обязательных фигур, а о преимуществе в 35 баллов.
До 2005 года, когда Стефан Ламбьель одержал победу на мировом первенстве, Гершвилер был единственным швейцарским одиночником, побеждавшим на чемпионатах мира.
Однако в следующем году он проиграл Баттону все крупные соревнования: чемпионат мира и Европы. Впоследствии американцам было запрещено выступать на чемпионате Европы, таким образом, Баттон стал единственным гражданином США, который выиграл европейское первенство. Гершвилер также стал вторым на Олимпийских играх 1948 года, после чего закончил любительскую спортивную карьеру.

## Спортивные достижения
| Соревнования            | 1938 | 1939 | 1946 | 1947 | 1948 |
| ----------------------- | ---- | ---- | ---- | ---- | ---- |
| Зимние Олимпийские игры |      |      |      |      | 2    |
| Чемпионаты мира         |      |      |      | 1    | 2    |
| Чемпионаты Европы       |      | 5    |      | 1    | 2    |
| Чемпионаты Швейцарии    | 1    | 1    | 1    | 1    | 1    |